# Кшива (Підкарпатське воєводство)
Кшива (пол. Krzywa) — село в Польщі, у гміні Сендзішув-Малопольський Ропчицько-Сендзішовського повіту Підкарпатського воєводства.
Населення — 1155 осіб (2011).
У 1975-1998 роках село належало до Ряшівського воєводства.

## Демографія
Демографічна структура станом на 31 березня 2011 року:
|          | Загалом | Допрацездатний вік | Працездатний вік | Постпрацездатний вік |
| -------- | ------- | ------------------ | ---------------- | -------------------- |
| Чоловіки | 559     | 114                | 375              | 70                   |
| Жінки    | 596     | 149                | 340              | 107                  |
| Разом    | 1155    | 263                | 715              | 177                  |